# سرو کاستور
سرو کاستور (به اسپانیایی: Cerro Castor) یک کوه در آرژانتین است که در استان تیرا دل فوئگو، آرژانتین واقع شده‌است.